# Supercoppa bulgara 2020 (pallavolo maschile)
La Supercoppa bulgara 2020 si è svolta il 10 ottobre 2020: al torneo hanno partecipato due squadre di club bulgare e la vittoria finale è andata per la quarta volta al Neftohimik.

## Regolamento
Le squadre hanno disputato una gara unica.

## Squadre partecipanti
| Squadra    | Qualificazione                       | Ultima partecipazione   |
| ---------- | ------------------------------------ | ----------------------- |
| Neftohimik | Vincitrice Superliga 2019-20         | Supercoppa bulgara 2019 |
| Hebăr      | Vincitrice Coppa di Bulgaria 2019-20 | Supercoppa bulgara 2019 |

## Torneo
| 10 ottobre 2020 Hristo Botev Hall, Sofia Durata: 1h:29 - Spettatori: 500 | Neftohimik | 3 - 0 | Hebăr | 25-22, 25-23, 25-20 |